# Brillant
En brillant er en diamant, som er slebet i (op imod) 58 flader, facetter. Jo mere perfekt slibningen er, jo større vil det optiske lysspil være, og des højere bliver værdien. Andre ædelstene og smykkestene kan være slebet på samme vis og kaldes brillantslebne.

## Slibningen
Brillant er en slibeform og ligner to afstumpede pyramider, som støder sammen, så de får fælles grundflade. Stenens indfatning griber om denne grundflade. Den øvre (fremadvendte) pyramide er afstumpet med en stor flade (brillantens tavle). Den nedre pyramide er afstumpet med en mindre flade (brillantens kalot eller kulette). Indfatningen skjuler i nogle tilfælde den nedre pyramide, men ofte er brillanten dog indfattet à jour, så også den nedre pyramide er synlig.
På siderne er den tilslebet med mange facetter – antallet er altid et multiplum af 8 – og dertil kommer top og bund (tavlen og kalotten). Sidstnævnte er dog ikke altid til stede. De bedste brillanter er slebet i 56 facetter – 32 (33) foroven og 24 (25) forneden. Almindelige brillanter har dog ofte kun 16, 24 eller 32 facetter.
Denne slibeform for ædelsten er opfundet i sidste halvdel af det 19. århundrede. Den er især velegnet for diamanter, som har en naturlig oktaederform.

## Variationer
Der er afledt flere variationer af brillantslibningen, hvor den ydre form er anderledes, men konstruktionen med tavle omgivet af mindre facetter er bibeholdt. Der er tale om navette, også kaldet marquise (spids i begge ender), dråbe også kaldet poire, hjerte, oval og antikbrillant (med fire runde hjørner).
| Naturvidenskab | Spire Denne naturvidenskabsartikel er en spire som bør udbygges. Du er velkommen til at hjælpe Wikipedia ved at udvide den. |